# Priapulus tuberculatospinosus
Priapulus tuberculatospinosus is een soort in de taxonomische indeling van de peniswormen. 
De diersoort behoort tot het geslacht Priapulus en behoort tot de familie Priapulidae. De wetenschappelijke naam van de soort werd voor het eerst geldig gepubliceerd in 1868 door Baird.